# Siefen (Bergisch Gladbach)
Siefen ist ein Ortsteil im Stadtteil Romaney von Bergisch Gladbach. 

## Geschichte
Siefen wurde nach einer spätmittelalterlichen Siedlungsgründung benannt. Sie ist für 1448 urkundlich als Syffen belegt. 
Die Siedlung zerfiel später in zwei Ortsteile, die das Urkataster als Kochs Siefen an der Romaneyer Straße und als Meisen Siefen bei Combüchen verzeichnet. Aus der so genannten Distanztabelle von ca. 1820 geht aber hervor, dass der Name Siefen für beide Ortsteile als amtliche Ortsbezeichnung beibehalten wurde.
Die Topographia Ducatus Montani des Erich Philipp Ploennies, Blatt Amt Porz, belegt, dass der Wohnplatz 1715 als zwei getrennte Höfe kategorisiert wurde und mit Siefen bezeichnet wurde.
Carl Friedrich von Wiebeking benennt die Hofschaft auf seiner Charte des Herzogthums Berg 1789 als Tiefen. Aus ihr geht hervor, dass Siefen zu dieser Zeit Teil der Honschaft Combüchen im Kirchspiel Paffrath war.
Unter der französischen Verwaltung zwischen 1806 und 1813 wurde das Amt Porz aufgelöst und Siefen wurde politisch der Mairie Gladbach im Kanton Bensberg zugeordnet. 1816 wandelten die Preußen die Mairie zur Gemeinde Combüchen in der Bürgermeisterei Gladbach im Kreis Mülheim am Rhein. Mit der Rheinischen Städteordnung wurde Gladbach 1856 Stadt, die dann 1863 den Zusatz Bergisch bekam.
Der Ort ist auf der Topographischen Aufnahme der Rheinlande von 1824 als Siefen und auf der Preußischen Uraufnahme von 1840 als Obersiefen (nördlich der heutigen Romaneyer Straße) und Meisensiefen (südlich davon, der heutige Bauernhof) verzeichnet. Ab der Preußischen Neuaufnahme von 1892 ist er auf Messtischblättern regelmäßig als Siefen verzeichnet.
| Jahr | Einwohner | Wohn- gebäude | Kategorie | Bemerkung   |
| ---- | --------- | ------------- | --------- | ----------- |
| 1822 | 27        |               | Hofstelle |             |
| 1830 | 32        |               | Hofstelle |             |
| 1845 | 24        | 3             | Hofstelle | Ober-Siefen |
| 1871 | 20        | 4             | Hofstelle |             |
| 1885 | 26        | 3             | Wohnplatz |             |
| 1895 | 17        | 3             | Wohnplatz |             |
| 1905 | 23        | 3             | Wohnplatz |             |

## Etymologie
Der Siedlungsname leitet sich her aus dem mittelalterlichen sife (= langsam fließender sumpfiger Bach) bzw. aus dem Verb sifen (= tröpfeln, triefen). Es bezeichnet hiernach ein enges schluchtartiges Waldtal mit einem kleinen Rinnsal oder ein quellenreiches Engtal.